# Астрономическая обсерватория Кёнхи
Астрономическая обсерватория Кёнхи — астрономическая обсерватория, основанная в 1992 году и принадлежащая Университету Кёнхи около города Йонъин, Южная Корея. Является первой национальной обсерваторией в которой было сделано открытие переменной звезды. В обсерватории есть один крупный инструмент — 75-см телескоп системы Ричи-Кретьен.